# Борец (Болгария)
Борец (болг. Борец) — село в Болгарии. Находится в Пловдивской области, входит в общину Брезово. Население составляет 777 человек.

## Политическая ситуация
В местном кметстве Борец, в состав которого входит Борец, должность кмета (старосты) исполняет Иван Димитров Караджов (Зелёные) по результатам выборов.
Кмет (мэр) общины Брезово — Стоян Генчев Минчев (коалиция партий: Союз демократических сил, Болгарская социал-демократия, ВМРО — Болгарское национальное движение, Болгарский земледельческий народный союз, Земледельческий народный союз, Национальное движение за права и свободы) по результатам выборов.